# Isabelle Olsson
Isabelle Olsson es una diseñadora industrial sénior sueca, para Google.
Olsson empezó a trabajar para Google en 2011.  Anteriormente trabajó en el Proyecto Fuse. Fue diseñadora de Glass de Google. En 2013, Olsson hizo el diseño encargado de una tortuga enmarcada.
Olsson ha sido entrevistada y realizado pefiles en un número de publicaciones.